# 안동 광흥사 응진전
안동 광흥사 응진전(安東 廣興寺 應眞殿)은 경상북도 안동시 서후면, 광흥사에 있는 건축물이다. 2012년 10월 22일 경상북도의 유형문화재 제455호로 지정되었다.

## 개요
광흥사는 의상대사가 세웠다고 전하는 절로 안동에서 가장 큰 절 가운데 하나였으나, 현재 남아 있는 건물이 거의 없어 부속 건물이었던 응진전을 중심 법당으로 쓰고 있다.
앞면 5칸·옆면 2칸 규모로, 지붕은 옆면에서 볼 때 여덟 팔(八)자 모양인 팔작지붕이다. 지붕 처마를 받치기 위해 장식하여 만든 공포는 기둥 위와 기둥 이에도 있는 다포 양식으로 꾸몄다.
건물 안쪽에는 석가모니불을 모시고 있다.

## 참고 자료
- 안동 광흥사 응진전 - 국가유산청 국가유산포털